# Fédération française des ailes anciennes

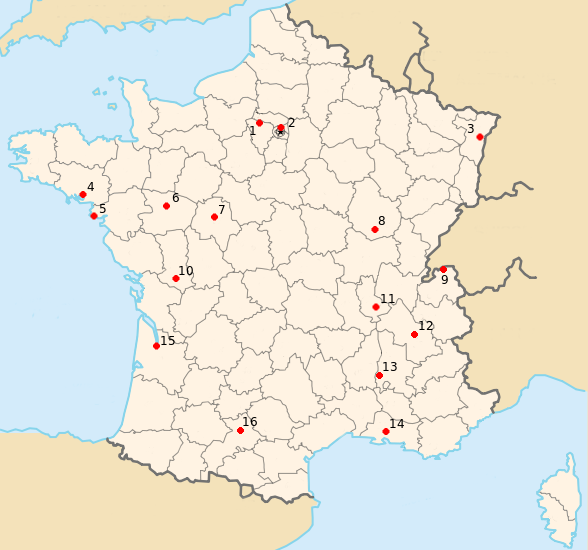
Sites des associations des ailes anciennes.
1 : Ailes anciennes Les Mureaux
2 : Ailes anciennes Le Bourget
3 : Ailes anciennes Alsace
4 : Ailes anciennes Armorique
5 : Ailes anciennes La Baule
6 : Ailes anciennes Angers
7 : Ailes anciennes Touraine
8 : Ailes anciennes Côte d'Or
9 : Ailes anciennes Haute-Savoie
10 : Ailes anciennes du Val de Boutonne
11 : Ailes anciennes de Corbas
12 : Ailes anciennes de l'Isère
13 : Ailes anciennes Montélimar
14 : Ailes anciennes d'Istres et de l'étang de Berre
15 : Ailes anciennes Aquitaine
16 : Ailes anciennes Toulouse

La Fédération française des ailes anciennes regroupe plusieurs associations et musées qui défendent le patrimoine aéronautique en France.

## Présentation
Composée d'associations de toutes tailles, la Fédération avait pour but de favoriser les échanges et de tenter de se faire entendre auprès des pouvoirs publics.
Ces associations sont ouvertes au public et aux nouveaux membres, invitent les amateurs à les visiter et même à les rejoindre dans leurs activités.
La fédération des ailes anciennes a été pendant longtemps chargée de représenter la France à l'European Aviation Preservation Council aujourd'hui en sommeil à la suite de la disparition de son président-fondateur, Jean-Michel Daniel en 2008.
La fédération a été dissoute en 2014.

## Membres

### Ailes anciennes Anjou - Groupement pour la préservation du patrimoine aéronautique
L'association gère à Angers le musée régional de l'air d'Angers-Marcé.

### Ailes anciennes Aquitaine -Conservatoire de l'air et de l'espace d'Aquitaine(Bordeaux)
Née en 1987, le CAEA dispose d'une magnifique collection (Caravelle, Dassault Mercure, Mirage III et 5, Falcon 20, ...). L'association continue sa croissance avec la récupération d'un Canadair CL-215, d'un Mirage IVP, d'un Martinet et plus récemment encore d'un Cessna Push Pull.
Elle fait également voler depuis peu un Stampe et participe à de très nombreuses expositions.

### Ailes anciennes Armorique - Musée aéronautique de Vannes - Monterblanc
L'association était située sur l'aérodrome de Vannes-Meucon où elle restaurait et exposait une douzaine d'appareils et une quinzaine de moteurs.
La collection comprenait entre autres : L'unique prototype du Nord 2200, premier chasseur à réaction français embarqué, deux T-33, un Noratlas, un Étendard IVM, un F-8F Crusader, un SNCASE Mistral (Vampire produit sous licence)...
L'association a été dissoute en 2014 et la collection a été répartie à travers l'ensemble des musées français.

### Ailes anciennes de Corbas
L'association basée sur la plate-forme aéronautique de Lyon Corbas a été fondée en 1992. Elle s'est fixé pour but la restauration et la remise en état de vol d'appareils français.
À l'heure actuelle, l'association compte une vingtaine de membres et 8 avions dont deux Dassault Flamant, un Nord 1203 Norécrin, un Cessna L-19, un Auster, un T6.

### Ailes anciennes Côte-d'Or - Musée de Savigny-lès-Beaune
L'association possède environ 80 avions de chasse exposés dans les parcs du château de Savigny-lès-Beaune.

### Ailes anciennes de l'Isère - Centre d'études et de loisirs aérospatiaux de Grenoble
L'association, créée en 1976, a pour but de développer des activités pédagogiques, sportives et culturelles en rapport avec l'aéronautique. L'association restaure des avions et des hélicoptères mais possède aussi un atelier pour l'aéromodélisme et la construction amateur d'avion.

### Ailes anciennes de La Baule  - Musée aéronautique de la Presqu'Île - Côte d'Amour
L'association a été créée en 1980 et est située sur l'aérodrome de La Baule-Escoublac. Elle possède et restaure une douzaine d'appareils.

### Ailes anciennes Le Bourget
L'association, fondée en 1977, a pour but de restaurer des aéronefs afin d'enrichir les collections des musées. L'association a déjà restauré une quinzaine d'appareils dont certains appartenant au Musée de l'Air et de l'Espace.

### Ailes anciennes les Mureaux - Antic Air

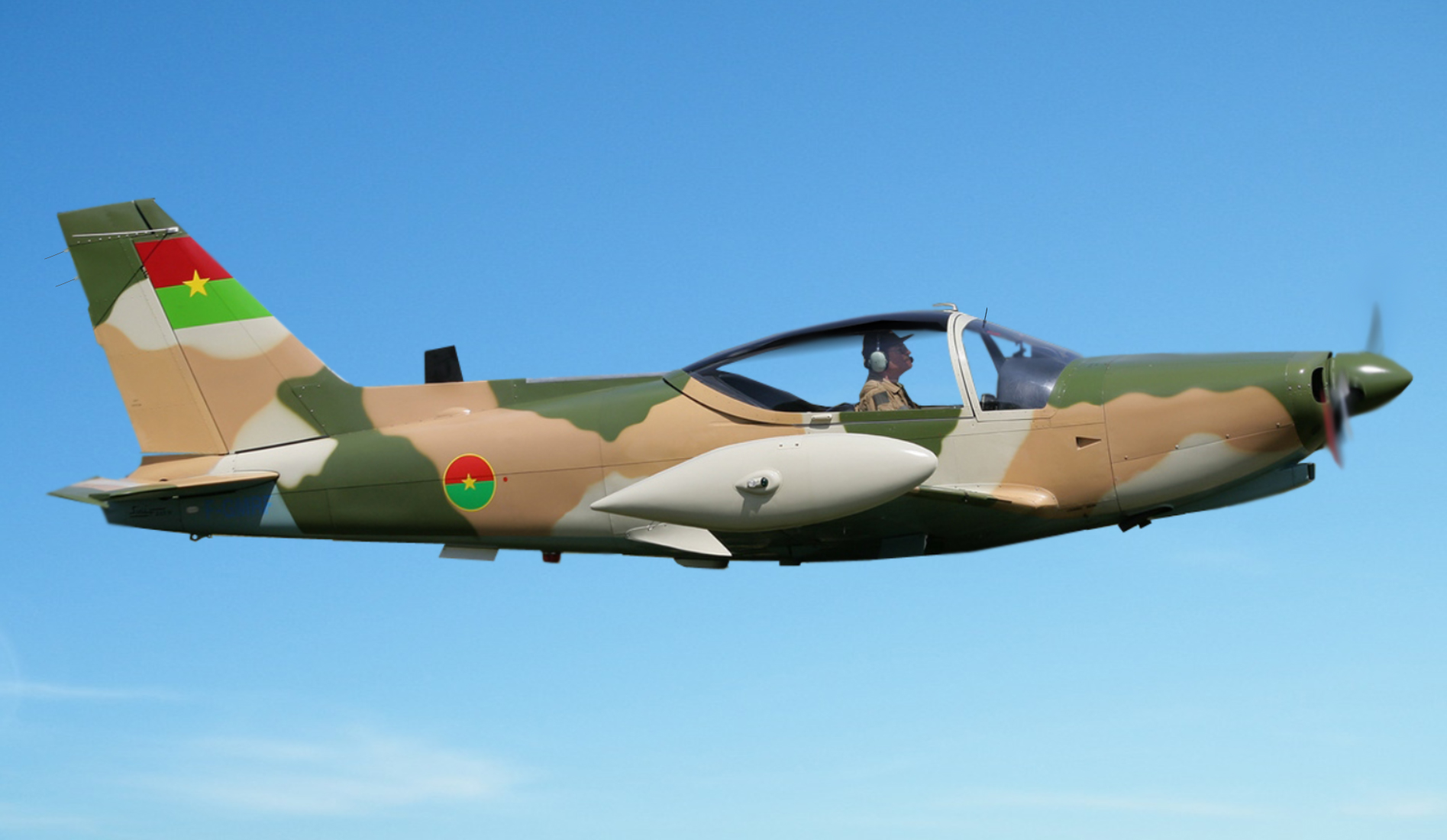
Un SIAI-Marchetti SF-260WL Warrior, aux couleurs du Burkina Faso, des Ailes anciennes les Mureaux.

L'association, fondée en 1992, a pour but de restaurer de vieux avions pour les faire voler et les présenter en meeting. Elle possède un hangar sur l'aérodrome des Mureaux où elle range ses quatre appareils : Un Robin DR-220, un Soko J-20 Kraguj, un Pilatus P-3 et un SIAI Marchetti SF.260.

### Ailes anciennes Montélimar -Musée européen de l'aviation de chasse

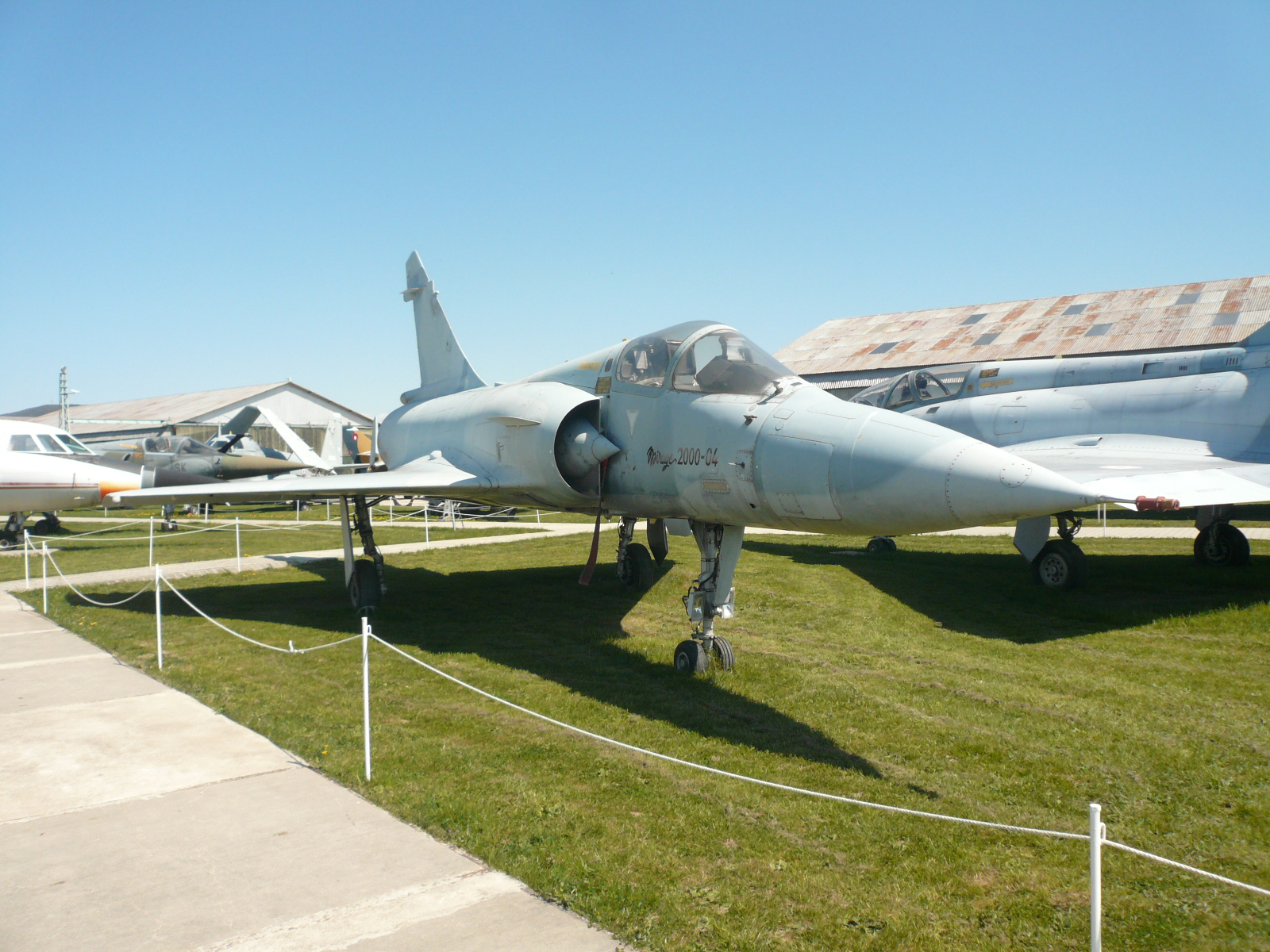
Un Mirage 2000C du musée européen de l'aviation de chasse.

L'association est née en 1985 avec pour but la préservation d'aéronefs militaires. Le musée présente près de 65 appareils.

### Ailes anciennes Haute-Savoie
Créée le 1er avril 1992 sous le nom « Les Vieilles Plumes », l'association s’était donnée comme but de restaurer un Fouga Magister : le no 85, abandonné à l’aéroclub d’Annecy.
Deux années plus tard, il fut décidé de changer de nom et de rejoindre la Fédération française des ailes anciennes. L’association des ailes anciennes de Haute-Savoie naissait. Basée à Thonon-les-Bains, l'association loi de 1901 fonctionne uniquement sur la base de cotisations versées par ses membres ou par subventions.
Elle dispose d’un parc de matériel aéronautique grandissant, avec plusieurs appareils dont le Dassault Mystère IV no 33 et le Fouga Magister CM170 no 85 en cours de restauration.
Les Ailes anciennes de Haute-Savoie ont quitté la fédération française des ailes anciennes en 2008.

### Ailes Anciennes Toulouse

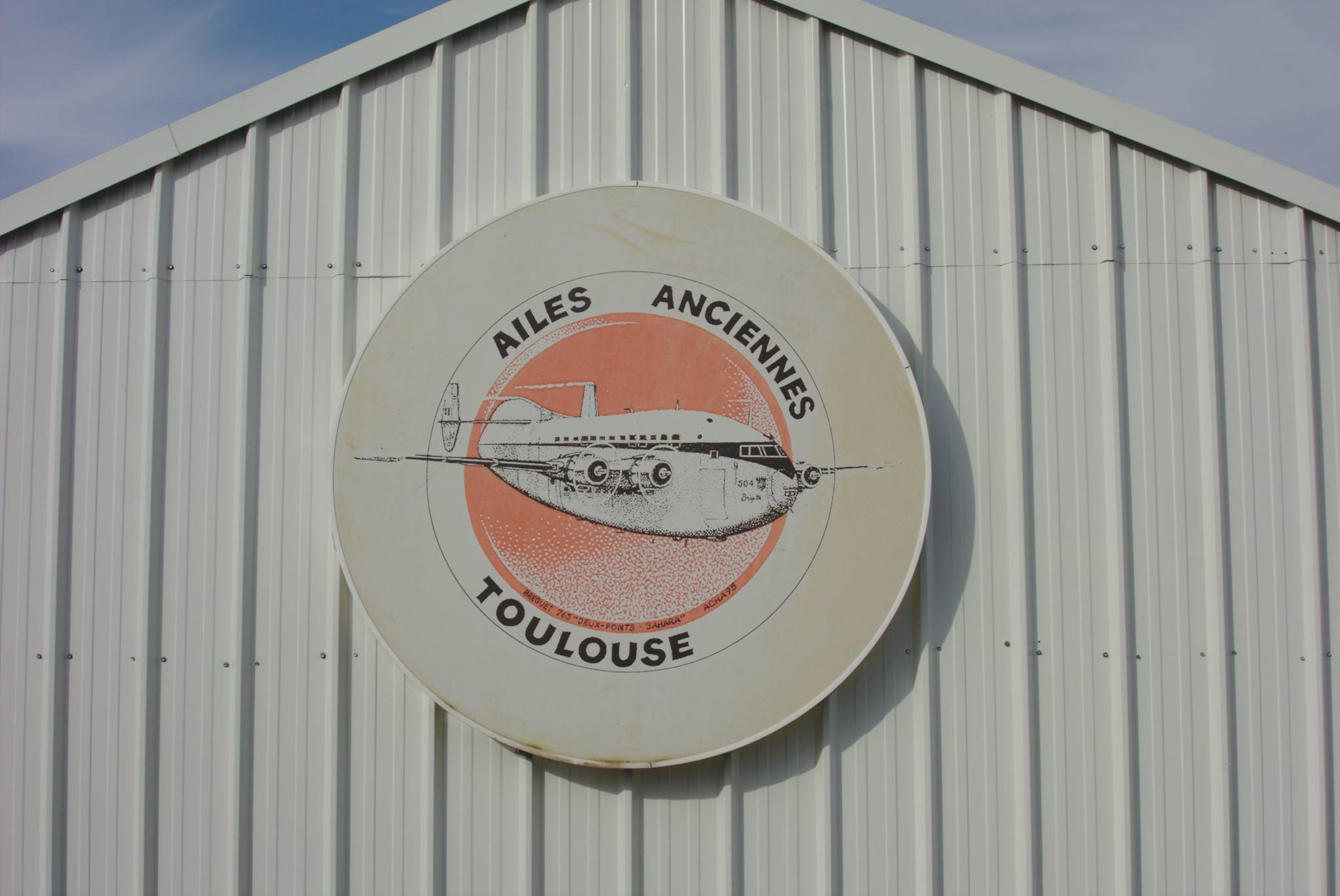
Logotype de l'association des Ailes Anciennes Toulouse.

L'association a été créée en 1980 sur un site à Colomiers mis à disposition par la Chambre de commerce. Le site était alors au milieu des champs à quelques centaines de mètres des pistes de l'aéroport de Toulouse-Blagnac. Peu à peu, Airbus se développant et reprenant les bâtiments de Dassault/Breguet, le site se retrouvait enclavé au sein des usines Airbus de Colomiers. En 2010, Airbus souhaitant utiliser la zone d'exposition pour y construire l'usine d'assemblage final de l'A350, l'association déménage sur une zone d'exposition temporaire sur un parking Airbus à Saint-Martin-du-Touch. Puis en octobre 2012, nouveau déménagement ; l'ensemble des avions de la collection s'installe à Blagnac face à Aéroconstellation, l'usine d'assemblage final de l'A380, sur un terrain mis à disposition par la Mairie. Ce site est situé à proximité immédiate du musée Aeroscopia, ouvert en janvier 2015, où sont exposés vingt deux appareils de la collection (sur les 29 présentés par le musée). Un hangar de restauration spécialisé a vu le jour en 2015 pour continuer à alimenter le musée et permettre aux bénévoles de travailler à l'abri.

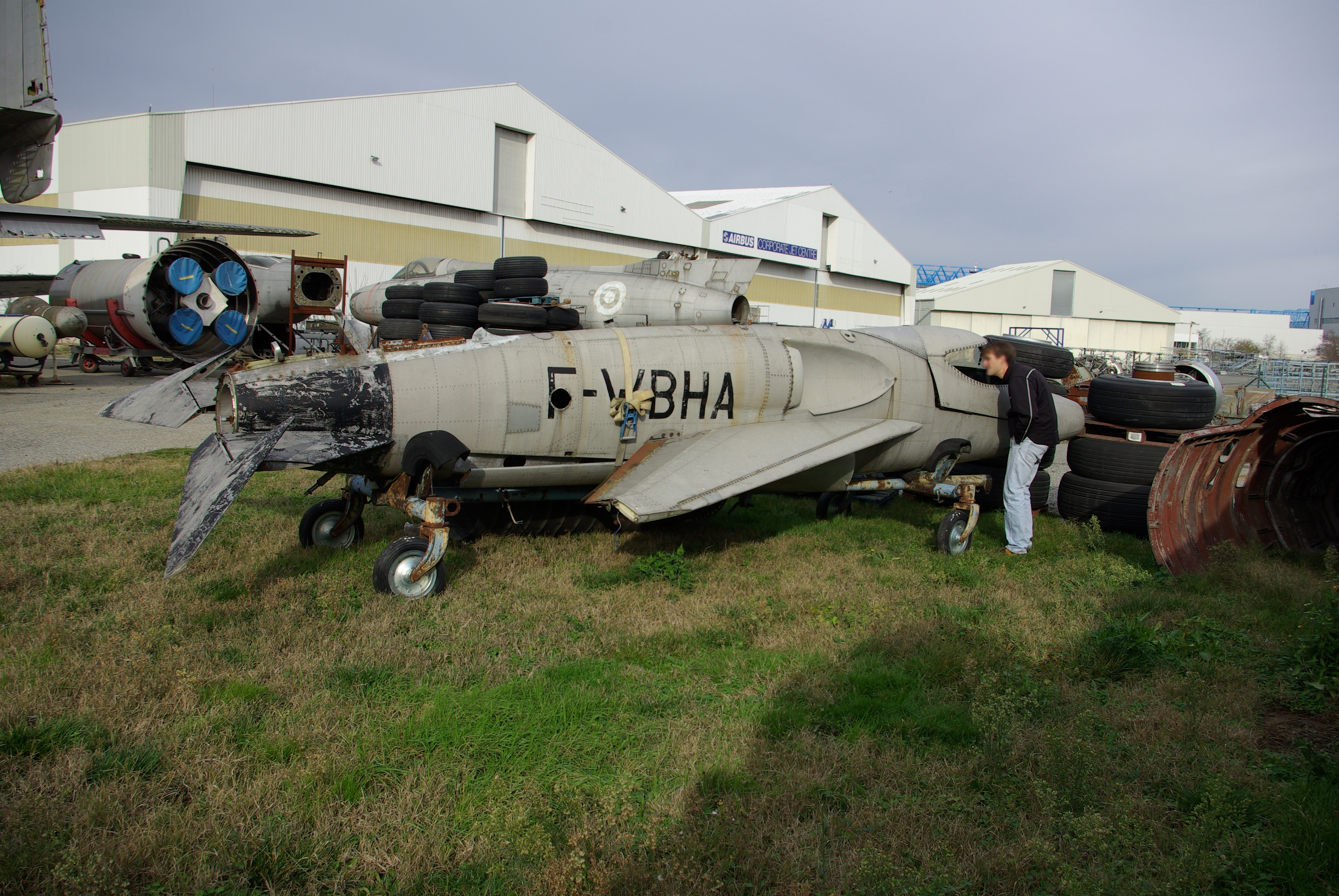
Le Deltaviex, avion à réaction expérimental français construit en un exemplaire en 1954 et conservé par les Ailes Anciennes Toulouse.

L'association a rassemblé depuis 1980 plus de cent machines (107 en septembre 2016) parmi lesquelles :
- Le Super Guppy dans Aeroscopia et Caravelle Super 10 Air Toulouse à l'entrée du terrain occupé par l'association
- Des chasseurs tels Mirage III, MiG-21, F-8E Crusader, F-100B Super Sabre, SEPECAT Jaguar, Hawker Hunter, Saab 35 Draken, F-84G, Gloster Meteor, F-104G Starfighter, le MiG-15, A-26 Invader, etc.
- Des pièces uniques comme un Breguet 765 Sahara (Deux-Ponts), le prototype de SA 340-01 Gazelle et un Douglas DC-3 ayant participé à la Seconde Guerre Mondiale sur le front birman,
- Des hélicoptères tels la H-21 Banane volante, le Sikorsky H-34, le Sikorsky H-19, le Djinn, Alouette II, etc.
- Des planeurs (dont un ayant probablement participé au tournage de La Grande Vadrouille), Wassmer WA-30 Bijave, Wassmer WA-26 Squale, Wassmer WA-28 Espadon, Caudron C.800, Castel C25, etc.

Un des derniers aéronefs entré dans la collection est un des deux Bréguet 941 survivants (janvier 2015).
L'association conserve par ailleurs un grand nombre de moteurs : Turbomeca Palouste, Turbomeca Marboré, Turbomeca Astazou, Pratt & Whitney R-2800, Wright R-1820, Salmson 9Za, Snecma Atar101B, etc.
Chaque appareil restauré a vocation de rejoindre le musée Aéroscopia.
La collection est ouverte au public toute l'année les mercredi et jeudi après-midi et le samedi toute la journée. Toute la semaine les groupes > 20 personnes sont reçus sur réservation.
En 2015, l'association a reçu 17.000 visiteurs, le record depuis sa création.